# Tročany
Tročany (in ungherese Trocsány, in tedesco Trotzen, in latino Sancta Trinitas) è un comune della Slovacchia facente parte del distretto di Bardejov, nella regione di Prešov.

## Storia
Il villaggio è citato per la prima volta nel 1270 (con il nome di Trochan) come un'importante sede parrocchiale (Sancta Trinitas) donata dal re d'Ungheria Stefano V ai Signori della rocca di Šariš. Nel XV secolo passò ai nobili latifondisti Kohány e Trocsankay.
Il nome del villaggio deriva dalla Santissima Trinità a cui era dedicata la chiesa che nel Medioevo dominava il villaggio. Infatti, nel 1277 Tročany era denominata Villa Sanctae Trinitatis.